# Rafael Paz
Rafael "Rafa" Paz Marín (født 2. august 1965 i Puebla de Don Fadrique, Spanien) er en tidligere spansk fodboldspiller (højre midtbane).
Paz tilbragte stort set hele sin karriere hos den andalusiske storklub Sevilla FC, hvor han var på kontrakt mellem 1983 og 1997. Han spillede 340 ligakampe og scorede 25 mål i perioden. Han sluttede sin karriere af i mexicansk fodbold med et ophold hos Club Celaya.
Paz spillede desuden syv kampe for Spaniens landshold, der alle blev spillet i 1990. Dette år var han også med Spanien til VM i Italien. Han spillede to af spaniernes fire kampe i turneringen, hvor holdet blev slået ud i 1/8-finalerne.